# Dąbrowa Nowa
Dąbrowa Nowa (prononciation : [dɔmˈbrɔva ˈnɔva]) est un village polonais de la gmina de Kuślin dans le powiat de Nowy Tomyśl de la voïvodie de Grande-Pologne dans le centre-ouest de la Pologne.
Il se situe à environ 3 kilomètres au sud-est de Kuślin (siège de la gmina), à 15 kilomètres à l'est de Nowy Tomyśl (siège du powiat) et à 41 kilomètres à l'ouest de Poznań (capitale régionale).

## Histoire
De 1975 à 1998, le village faisait partie du territoire de la voïvodie de Poznań.

Depuis 1999, Dąbrowa Nowa est situé dans la voïvodie de Grande-Pologne.
Le village possède une population de 41 habitants en 2011.